# Orcombe Point
Orcombe Point är en udde i Storbritannien.   Den ligger i grevskapet Devon och riksdelen England, i den södra delen av landet, 250 km väster om huvudstaden London.
Terrängen inåt land är huvudsakligen platt, men västerut är den kuperad. Havet är nära Orcombe Point åt sydost.  Närmaste större samhälle är Exeter, 16,3 km nordväst om Orcombe Point. 